# Литопон
Литопон — смесь сульфата бария с сульфидом цинка (BaSO4 и ZnS), применяют как белый пигмент.
Нормальным литопоном называется эквимолярная смесь пигмента — сульфида цинка и наполнителя — сульфата бария, полученная соосаждением из растворенных в воде солей.
Высокопроцентный литопон содержит вдвое больше сульфида цинка.
Сульфид цинка кристаллизуется в двух сингониях — кубической — сфалерит и гексагональной — вюрцит.
Только вюрцит обладает высокими пигментными свойствами.
Литопон применяется для пигментирования лакокрасочных материалов на основе любых пленкообразователей, особенно пригоден он для водно-дисперсионных красок, так как не вызывает коагуляции.
Из-за недостаточной свето- и атмосферостойкости покрытия, пигментированные литопоном краски пригодны к эксплуатации только внутри помещений.
Литопон практически безвреден и может применяться в производстве клеёнки, санитарных и бытовых изделий из резины.

## Технология производства литопона
Технологический процесс состоит из 4 стадий:
1. Получение раствора сульфида бария из природного минерала барита.
2. Получение раствора сульфата цинка.  Цинкосодержащие отходы производства цинковых белил, цинковый лом или рудные концентраты растворяют в серной кислоте.
3. Осаждение литопона.
4. Прокаливание и обработка.

Известен аналог литопона — сульфопон — смесь сульфида цинка и сульфата кальция, но по свойствам он уступает литопону.